# Entodon diversinervis
Entodon diversinervis är en bladmossart som beskrevs av Jules Cardot 1911. Entodon diversinervis ingår i släktet Entodon och familjen Entodontaceae. Inga underarter finns listade i Catalogue of Life.